# Studený gejzír

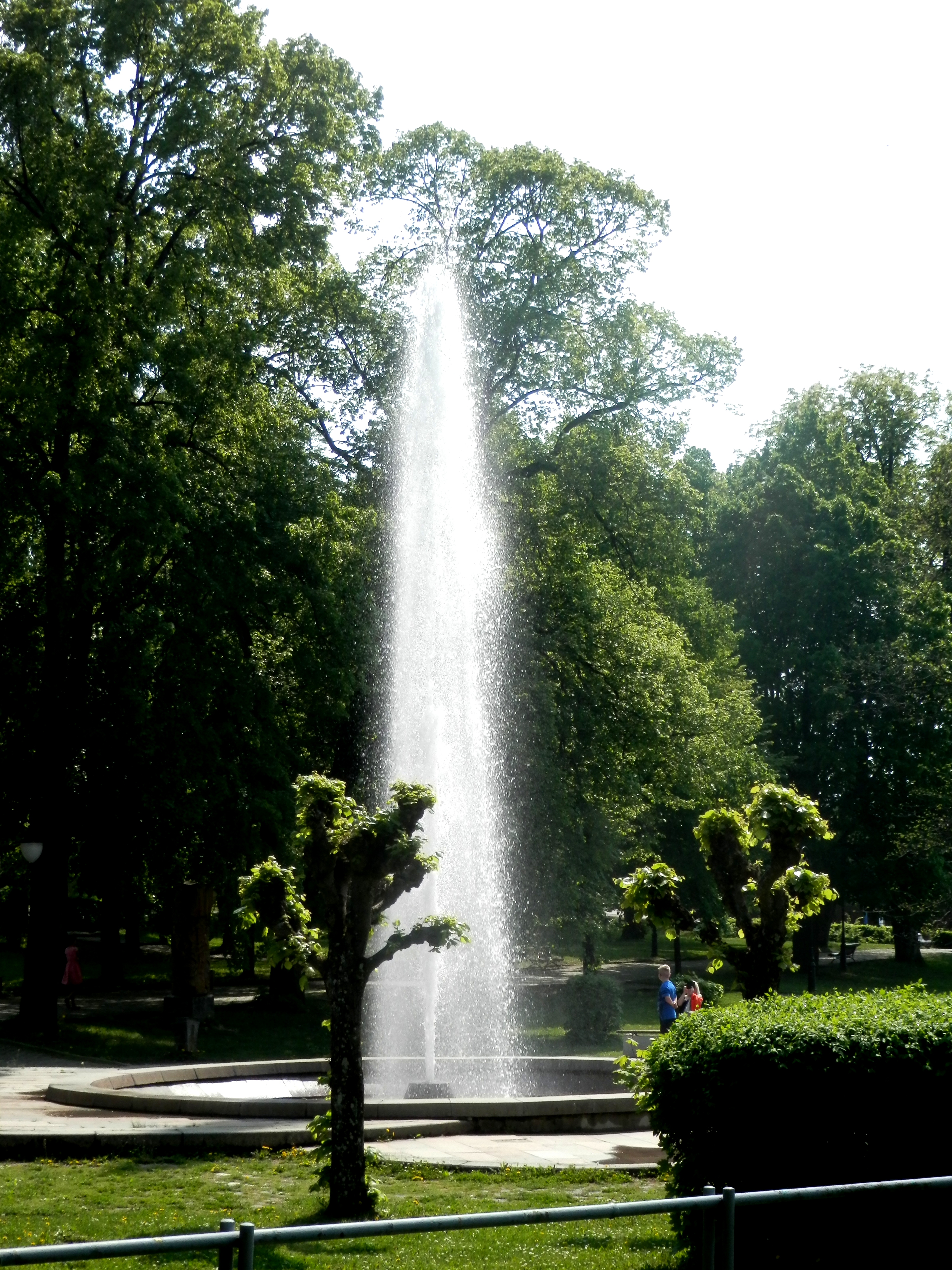
Herlianský gejzír (aktivní od roku 1870, nepřetržitě od 1872)

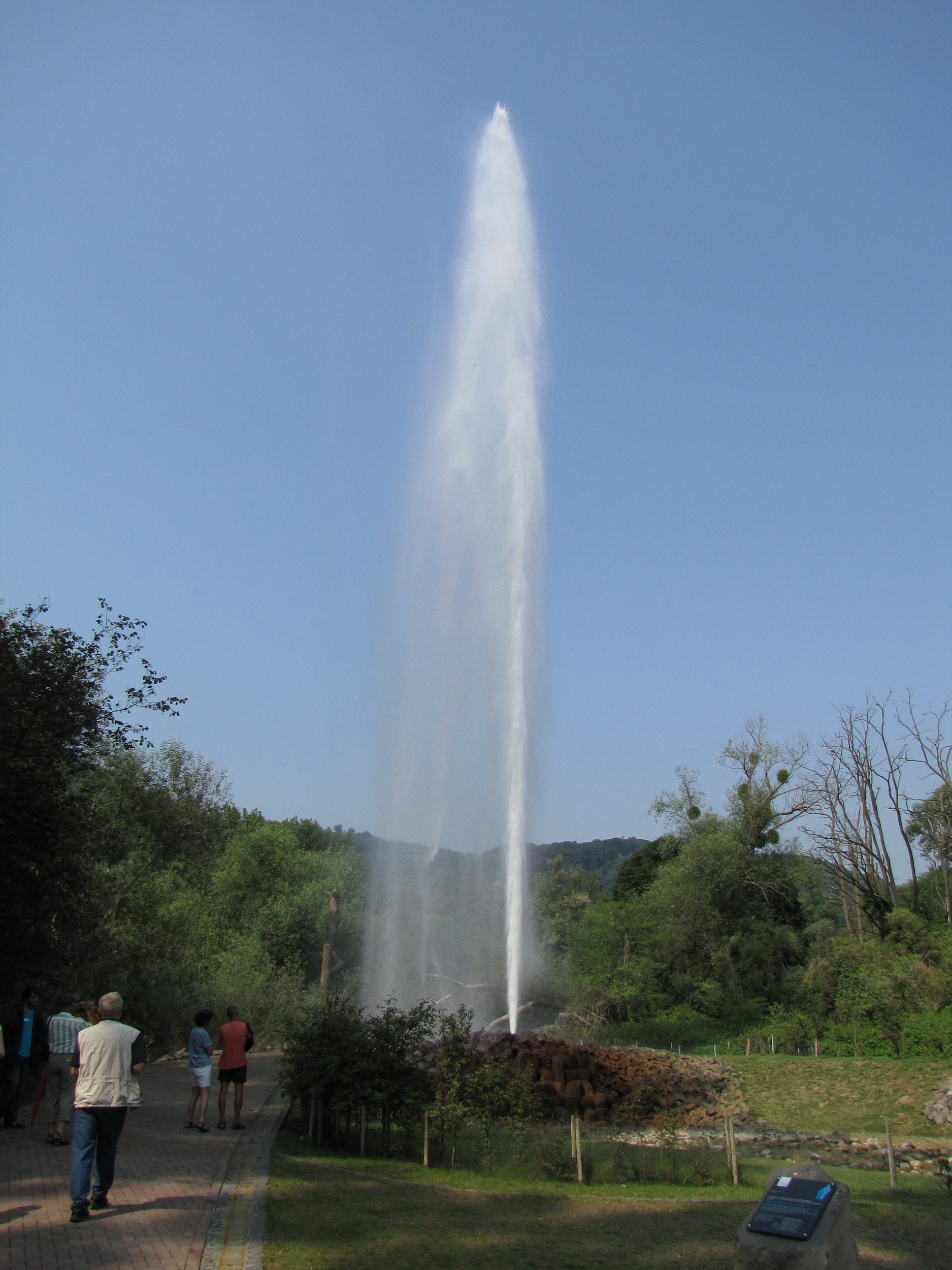
Gejzír Andernach v Německu, nejvyšší studený gejzír na světě

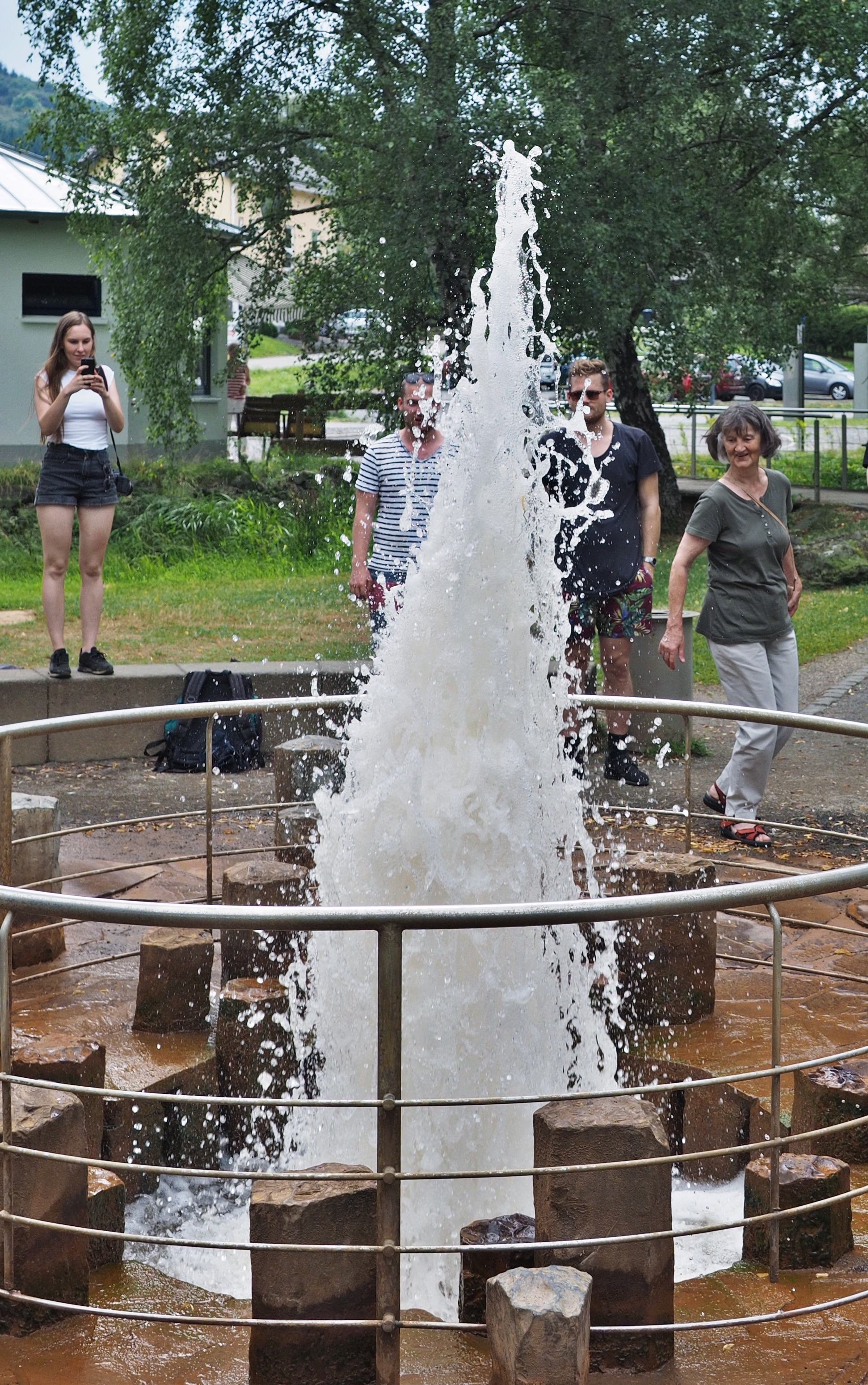
Studený gejzír Wallender Born v Německu

Studené gejzíry jsou vzhledem a chováním velmi podobné známějším termálním gejzírům. Energii pro erupce ale nezískávají z geotermální činnosti, nýbrž z přetlaku oxidu uhličitého (CO2) v nasycené minerální vodě. Nejčastěji se tvoří v bývalých vulkanických a artéských oblastech. Erupce probíhají obvykle periodicky s délkou erupce v desítkách minut. Perioda erupcí se obecně zkracuje, pokud je v krajině větší množství vody z dešťů. U některých gejzírů se může díky počasí perioda několikanásobně zkrátit či prodloužit (například u Vučkovského gejzíru). Díky plynu v nasycené vodě a vyrovnanému průtoku se mohou podobat umělým fontánám. 
Obecně se jedná o vzácný fenomén. K roku 2024 byly známy pouze dva gejzíry tohoto druhu na jižní polokouli. Většinou za jejich aktivací stojí lidská činnost, proto se nejčastěji nachází v Evropě a Severní Americe.

## Vznik
Podmínkou pro vznik studených gejzírů je zdroj plynného CO2 a nepropustná vrstva sedimentů u povrchu, přes kterou se nemůže uvolnit přetlak. Zdrojem oxidu uhličitého jsou nejčastěji vulkanické horniny a tektonické zlomy.
Voda v podzemí v sobě začne rozpouštět CO2, přičemž je schopná pojmou větší množství plynu při vyšším tlaku. Časem se při dostatku CO2 podzemní voda nasytí. Pokud se voda přesune dostatečně rychle a s dostatečným výškovým rozdílem (třeba kvůli tepelné konvekci), náhlé snížení tlaku způsobí, že se z vody uvolní malá část rozpuštěného CO2 v plynné formě. Ve vodě se tak vytvoří malé bublinky stále ještě stlačeného CO2. Bublinky sníží hustotu vody a ta začne stoupat, protože okolní voda bez bublin má vyšší hustotu. Při stoupání se v kapalině snižuje hydrostatický tlak a bubliny více expandují. Zvětšování bublin dále snižuje hustotu v pohybující se vodě. Cyklus se tím uzavírá. Proud vody tak stále nabírá na síle, dokud nedorazí na povrch, kde se projeví jako erupce studeného gejzíru.
Za normálních okolností plyn uniká ze zdroje a pomalu prochází skrz půdu na povrch. Z podzemí se tak uvolňuje a nedochází k jeho natlakování. Pro vznik studeného gejzíru je proto třeba, aby byl zemský povrch od zdroje oddělen vrstvou nepropustnou pro vodu a plyny (nejčastěji složenou z jílu). Nepropustná vrstva musí souvisle pokrývat dostatečně velkou plochu a to s naprostým minimem poruch. Na místě, kde se porucha vyskytne dochází k úniku většího množství plynu a vzniká takzvaná mofeta.
Stejně jako u jiných gejzírů je pro vznik studeného gejzíru třeba, aby byl výstupní kanál dostatečně malý, prostupný a dobře ohraničený. Porucha, která by mohla tvořit takový kanál se v přírodě vytvoří málokdy a ve většině případů sestává z umělého vrtu.

## Výskyt
Studené gejzíry vznikají zpravidla v již neaktivních vulkanických oblastech, kde z podloží uniká dostatečné množství CO2. Nejlepším příkladem takové oblasti je německá vrchovina Eifel.
Vhodných oblastí se na světě nachází vícero. Pro samotnou aktivaci gejzírů je ale ve většině případů třeba lidská činnost.

## Studené gejzíry ve světě
- Herlianský gejzír, Herľany (Slovensko)
- Vučkovský gejzír, Vučkove (Ukrajina)
- Gejzír Andernach, Andernach (Německo)
- Wallender Born, Wallenborn (Německo)
- gejzír Mokena, Te Aroha (Nový Zéland)
- Gêiser Floriano de Lemos, Caxambu (Brazílie)